# Kašpar Eberhard
Kašpar Eberhard (německy Kaspar Eberhard, či Caspar Eberhard, 21. března 1523 Schneeberg (Sasko) – 20. října 1575 Wittenberg) byl německý luterský teolog a pedagog.
V letech 1549–1554 působil jako rektor školy v Jáchymově.